# Portal Tomb von Duffcastle

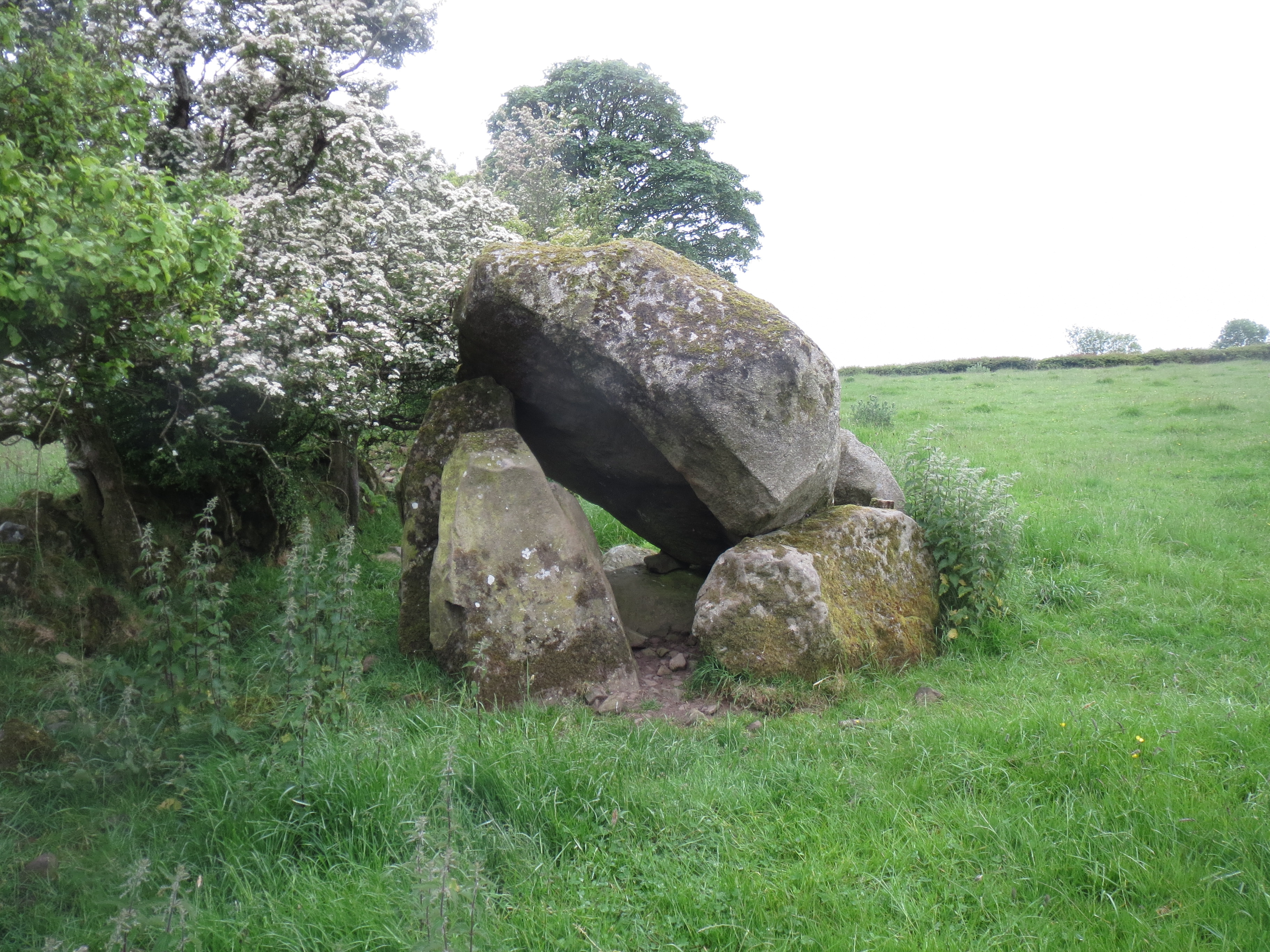
Portal Tomb von Duffcastle

Das Portal Tomb von Duffcastle liegt im Townland Duffcastle (irisch Dubhchaisleán) bei Crosserlough im County Cavan in Irland. Als Portal Tombs werden auf den Britischen Inseln Megalithanlagen bezeichnet, bei denen zwei gleich hohe, aufrecht stehende Steine mit einem Türstein dazwischen, die Vorderseite einer Kammer bilden, die mit einem zum Teil gewaltigen Deckstein bedeckt ist.
Das zusammengebrochene Portal Tomb liegt am Osthang eines kleinen Hügels. Der etwa 2,4 m lange und sehr dicke Deckstein ist zur Seite verkippt, da einer der Portalsteine fehlt. Der andere Portalstein liegt am Boden und hat eine Länge von 1,8 m. Die Türplatte ist noch vorhanden. An der Seite scheinen sich in einer Feldgrenze Reste des Cairns zu befinden.